# Vụ sập cầu treo Morbi 2022
Vụ sập cầu treo Morbi 2022 diễn ra vào ngày 30 tháng 10 năm 2022, lúc 6:40 chiều theo giờ địa phương (IST), Julto Pul,  một cây cầu treo 143 năm tuổi ở Morbi, Gujarat, Ấn Độ bắc qua sông Machchhu đã bị sập. Hàng trăm người có mặt trên cầu vào thời điểm đó. Có ít nhất 141 người chết và nhiều người khác mất tích. Hàng chục người bị thương nặng.

## Bối cảnh
Julto Pul là một cây cầu dành cho người đi bộ dài 230 mét (750 ft), được xây dựng dưới thời cai trị của Đế quốc Anh ở Ấn Độ vào thế kỷ 19 và khánh thành vào ngày 20 tháng 2 năm 1879. Sau đó, cây cầu đã bị đóng cửa để sửa chữa trong sáu tháng. Cây cầu thuộc sở hữu của đô thị Morbi, nơi đã ký hợp đồng với quỹ tư nhân "Oreva" để bảo trì và vận hành vài tháng trước đó.
Cây cầu đã bị đóng cửa hai năm trước khi sự cố xảy ra và được mở cửa trở lại sau khi cải tạo vào ngày 26 tháng 10 nhân dịp Năm mới Gujarat. 4 ngày sau khi tái khánh thành, cây cầu đã bị sập. Chủ tịch của thành phố, người đã ký hợp đồng sửa chữa sau trận động đất năm 2001, cho biết công ty tư nhân chịu trách nhiệm cải tạo "đã mở cây cầu cho du khách mà không thông báo cho chúng tôi và do đó, chúng tôi không thể kiểm tra độ an toàn của cầu tiến hành".

## Nguyên nhân
Nghị sĩ Mohan Kundariya tuyên bố ông tin rằng nguyên nhân là do quá tải. Một phát ngôn viên của các nhà khai thác Oreva Group nói với tờ báo The Indian Express rằng có quá nhiều người đang ở đoạn giữa của cây cầu "cố gắng lắc lư". Một du khách vào ngày xảy ra vụ việc đã báo cáo với NDTV rằng "Một số thanh niên cố tình lắc cây cầu, gây khó khăn cho người đi lại", điều này có thể khiến dây cáp bị đứt.

## Phản ứng
Thủ tướng Narendra Modi thông báo trên Twitter rằng ông sẽ tặng 200.000 rupee (khoảng 60.000.000 đồng) cho các gia đình có người mất tích trong vụ sập cầu và các nạn nhân bị thương sẽ nhận được 50.000 rupee (khoảng 15.000.000 đồng).
Về hoạt động cứu hộ, cả 3 quân chủng hải, lục, không quân của Ấn Độ đều cùng tham gia.